# Artúr Görgey
Artúr Görgey (en hongrois : Görgői és toporczi Görgey Artúr; en allemand : Arthur Görgey von Gorgo und Toporcz) (1818-1916) est un homme d'État et un militaire hongrois.

## Jeunesse
Artúr Görgey naît à Toporec le 30 janvier 1818 dans une famille saxonne noble appauvrie du Royaume de Hongrie remontant à l'époque du roi Géza II de Hongrie et convertie au protestantisme. Görgey entre en 1837 aux Gardes du Corps nobiliaire hongroise à Vienne et mène de front une carrière militaire et des études.

## Révolution hongroise de 1848
Lors de l'éclatement de Révolution hongroise de 1848 contre l'Empire des Habsbourg, Arthur Gorgey prend fait et cause pour les révolutionnaires. Il s'engage dans la Honved (armée hongroise) et en tant que capitaine s'occupe de la fourniture d'armes. Il passe rapidement commandant et responsable de la garde nationale au nord de Tiza. Il résiste au corps croate qui voulait franchir le Danube à Csepel-Sziget.
La lutte continue contre les Croates de l'Empire autrichien avec Ozora et la capture de 10 000 prisonniers qui mène A. Gorgey à commander l'armée du haut Danube. Il fit retraite devant l'armée de Gratz qui avançait vers la Latja. Le blâme de Lajos l'irrite et il se retire vers Erzgebirge et se bat selon ses propres plans et objectifs.
Henryk Dembiński, alors commandant en chef de l'armée est battu à Kápolna, le commandement est alors confié à A. Gorgey. Début 1849 une série de combats victorieux contre Gratz, avril à Godollo suivi de Isaszeg et Nagysallo, dégage Komarno et vainc à Vac.
À ce point il va dégager Buda, la capitale hongroise pour y rétablir la Diète, victorieux il repose son armée quelques semaines.
La Diète proposait la destitution de Ferdinand V, A. Gorgey avait un désaccord avec Lajos Kossuth et son gouvernement et donc il refuse le bâton de maréchal quand celui-ci lui est proposé mais accepte le poste de ministre de la Guerre (en) tout en gardant le commandement en chef de l'armée.
Au nom de la Sainte-Alliance les Russes interviennent militairement du nord (la Pologne) et de l'est. Lajos Kossuth voyant l'impossibilité de poursuivre la révolution démissionne de son poste de régent-président; Gorgey continue la lutte avec les pleins pouvoir et l'état d'urgence et devient de fait dictateur. Ne pouvant réussir à vaincre les forces austro-russes il met bas les armes par la capitulation de Vilagos et se rend à Theodor von Rüdiger.

## Disgrâce
Il est envoyé en exil à Klagenfurt alors que 1 500 hommes et 17 généraux sont emprisonnés et jugés, beaucoup seront pendus ou fusillés. Jusqu'en 1867 il s'emploie dans des travaux de chimie puis est gracié et revient en Hongrie. Il subit l'opprobre public et ne reparaitra pas avant 1885 quand beaucoup de ses camarades de lutte  tentent de le réhabiliter publiquement. Devant cet échec il reste ingénieur des chemins de fer. Il devra attendre les dernières années de sa vie pour être reconnu comme militaire valeureux et révolutionnaire.

## Écrits
Il se justifie par des livres : 
- Mein Leben und Wirken in Ungarn 1848-1849, Leipzig, 1852,
- Was verdanken wir der Revolution? (1875), de façon anonyme,
- dans 'Budapesti Szemle', 1881, p. 25–26 (sous la signature de Joh. Demar) pour répondre à l'accusation de Kossuth.

Ses principaux soutient vinrent de : 
- Capitaine Stephan Görgey, 1848-1849 bol, Budapest, 1885,
- Colonel Aschermann (Ein offenes Wort in der Sache des Honved-Generals Arthur Görgey, Klausenburg, 1867).